# Maxophone (album)
| Recensione | Giudizio |
| ---------- | -------- |
| AllMusic   |          |

Maxophone il primo album dei Maxophone, pubblicato nel 1975.

## Tracce

### LP
Lato A
1. C'è un paese al mondo – 6:38 (testo: Camillo Castellari, Corrado Castellari – musica: Roberto Giuliani, Sergio Lattuada)
2. Fase (Strumentale) – 7:06 (musica: Roberto Giuliani, Sergio Lattuada)
3. Al mancato compleanno di una farfalla – 5:52 (testo: Paolo Farina – musica: Roberto Giuliani, Sergio Lattuada)

Lato B
1. Elzeviro – 6:48 (testo: Alessandro Colombini – musica: Roberto Giuliani, Sergio Lattuada)
2. Mercanti di pazzie (L'introduzione è tratta dalla Sonata per arpa di Paul Hindemith (1939)) – 5:51 (testo: Oliviero Talamo – musica: Roberto Giuliani, Sergio Lattuada)
3. Antiche conclusioni negre – 8:54 (testo: Camillo Castellari, Danilo Franchi – musica: Roberto Giuliani, Sergio Lattuada)

### CD
Edizione CD del 2005, pubblicato dalla Akarma Records (AK 1029)
1. C'è un paese al mondo – 6:38 (testo: Camillo Castellari, Corrado Castellari – musica: Roberto Giuliani, Sergio Lattuada)
2. Fase (Strumentale) – 7:06 (musica: Roberto Giuliani, Sergio Lattuada)
3. Al mancato compleanno di una farfalla – 5:52 (testo: Paolo Farina – musica: Roberto Giuliani, Sergio Lattuada)
4. Elzeviro – 5:51 (testo: Oliviero Talamo – musica: Roberto Giuliani, Sergio Lattuada)
5. Mercanti di pazzie (L'introduzione è tratta dalla Sonata per arpa di Hindemith) – 6:48 (testo: Alessandro Colombini – musica: Roberto Giuliani, Sergio Lattuada)
6. Antiche conclusioni negre – 8:54 (testo: Camillo Castellari, Danilo Franchi – musica: Roberto Giuliani, Sergio Lattuada)
7. Il fischio del vapore – 4:54 (testo: Danilo Franchi – musica: Roberto Giuliani) – Traccia bonus
8. Cono di gelato – 4:41 (testo: Danilo Franchi – musica: Roberto Giuliani) – Traccia bonus

## Formazione
- Sergio Lattuada – pianoforte, organo, pianoforte elettrico, voci
- Roberto Giuliani – chitarra elettrica, pianoforte, voci
- Leonardo Schiavone – clarinetto, flauto, sassofono
- Maurizio Bianchini – corno, tromba, vibrafono, percussioni, voci
- Alberto Ravasini – basso, chitarra elettrica, flauto dolce, voce solista
- Sandro Lorenzetti – batteria

Musicisti aggiunti
- Tiziana Botticini – arpa
- Eleonora De Rossi e Susanna Pedrazzini – violini
- Giovanna Correnti – violoncello
- Paolo Rizzi – contrabbasso

Note aggiuntive
- Sandro Colombini – produttore
- Registrazioni effettuate nei mesi di febbraio / marzo / aprile 1975 presso gli studi Ricordi di Milano
- Gaetano Ria – tecnico del suono
- Wanda e Cesare Monti – copertina album originale [2]